# Hughes
Hughes  es una localidad del departamento General López, provincia de Santa Fe, Argentina. Dista 317 km de la ciudad de Santa Fe. Se ubica sobre el km 303 de la Ruta Nacional 8, a 78 km de Pergamino, a 64 km de Venado Tuerto y a 27 km de Colón (Buenos Aires).
Además el pueblo es conocido por ser la cuna de muchas personalidades, entre ellas la más destacada, Ignacio Scocco, actualmente jugador de fútbol de uno de los equipos locales llamado Hughes Football Club.

## Toponimia
Hughes debe su nombre al propietario de las tierras donadas para la construcción de la estación del Ferrocarril Argentino: Felipe Hughes. Con la construcción y posterior puesta en marcha de la estación ferroviaria a partir del año 1913, se fueron asentando en los alrededores de la misma diversos comerciantes y empleados que motivaron la creación de la localidad. Fue fundada por decreto de la provincia de Santa Fe el 15 de abril de 1915.

## Industrias
Hughes es un pueblo dependiente del agro, por lo cual distintas empresas dedicadas a esta rama de la economía se encuentran en la localidad:
- CAM (Centro Agropecuario Modelo): acopio y distribución de semillas y agroquímicos.
- ACA (Asociación de Cooperativas Argentinas): acopio de granos.
- Frigorífico Black Bamboo Enterprise S.A. Planta Hughes: netamente la exportadora más importante de Argentina.

- Campos para la producción de carne vacuna para la cadena internacional McDonalds.

## Centros educativos
- Jardín Nucleado n.º 119 "Dr. René Favaloro", Educación Preescolar.
- Escuela Provincial n.º 6163 "Naciones Unidas", Primer Nivel Educativo.
- Escuela Provincial n.º 504 "Domingo Faustino Sarmiento", Primer Nivel Educativo.
- Escuela Secundaria Orientada n.º 224 "Patagonia Argentina", Segundo Nivel Educativo.
- Fundación "Senderos que Unen", Educación para personas con capacidades diferentes.
- Escuela para Adultos EEMPa

## Paraje
- Los Pinares

## Parroquias de la Iglesia católica en Hughes
| Diócesis  | Venado Tuerto                 |
| --------- | ----------------------------- |
| Parroquia | Santa Teresita del Niño Jesús |